# .as
.as je internetová národní doména nejvyššího řádu pro území Americká Samoa. Je spravována organizací AS Domain Registry. Doménu může registrovat osoba jakékoliv národnosti.

## Použití
Doménu může registrovat kdokoliv – mnoho domén .as je registrovaných a používaných lidmi nebo společnostmi které nemají žádnou spojitost s Americkou Samoou (jako příklad, lidé a organizace související se španělským regionem Asturie). „As“ nebo „A/S“ je také pro některé země (Česko, Norsko, Dánsko a Estonsko) zkratka pro akciovou společnost. Také některé autonomní systémy nebo sítě které poskytují informace o autonomních systémech nebo BGP (jako bgp4.as) užívají tuto doménu. Občas je také používána jakožto doménový hack, protože přípona „-s“ v některých jazycích jako je angličtina nebo španělština znamená množné číslo. Jako příklad lze uvést třeba brazilský web escol.as což znamená „školy“. Český rozhlas pak používá zkracovače URL rozhl.as a irozhl.as.